# オスカル・クライン記念講座
オスカル・クライン記念講座（オスカル・クラインきねんこうざ、Oskar Klein Memorial Lecture）は、年に1度、著名な物理学者を招いてストックホルム大学で行われる記念講座である。スウェーデンの物理学者であるオスカル・クライン (1894-1977)の名を冠するこの記念講座は1988年に始まり、講演者にはオスカル・クラインメダルが授与される。
ストックホルム大学とスウェーデン王立科学アカデミーのノーベル委員会が共催する。

## 講演者とメダルの受賞者
太字はノーベル賞受賞者
- 1988年 - 楊振寧
- 1989年 - スティーヴン・ワインバーグ
- 1990年 - ハンス・ベーテ
- 1991年 - アラン・グース
- 1992年 - ジョン・ホイーラー
- 1993年 - 李政道
- 1994年 - 生誕100周年を記念してオスカル・クライン百周年シンポジウムが9月19日から21日に開かれた
- 1995年 - ネーサン・サイバーグ
- 1996年 - アレクサンドル・ポリャコフ
- 1997年 - ジェームズ・ピーブルス
- 1998年 - エドワード・ウィッテン
- 1999年 - ヘーラルト・トホーフト
- 2000年 - デイビッド・グロス
- 2001年 - アンドレイ・リンデ
- 2002年 - マーティン・リース
- 2003年 - スティーヴン・ホーキング
- 2004年 - Pierre Ramond
- 2005年 - 南部陽一郎
- 2006年 - Viatcheslav Mukhanov
- 2007年 - ガブリエーレ・ヴェネツィアーノ
- 2008年 - ヘレン・クイン
- 2009年 - ピーター・ヒッグス
- 2010年 - アレクセイ・スタロビンスキー
- 2011年 - Joseph Silk
- 2012年 - フアン・マルダセナ
- 2013年 - フランク・ウィルチェック
- 2014年 - アンドリュー・ストロミンガー
- 2015年 - ラシード・スニャーエフ
- 2016年 - キップ・ソーン
- 2017年 - シェルドン・グラショー
- 2018年 - レオナルド・サスキンド
- 2019年 - リサ・ランドール
- 2020年 - ロイ・カー
- 2022年 - Igor Klebanov
- 2023年 - Alessandra Buonanno
- 2024年 - Renata E. Kallosh